# Bajany
Bajany este o comună slovacă, aflată în districtul Michalovce din regiunea Košice. Localitatea se află la altitudinea de 106 m deasupra n.m., se întinde pe o suprafață de 5,55 km2 și în 2017 număra 462 de locuitori. Se învecinează cu Lekárovce, Pavlovce nad Uhom, Vysoká nad Uhom și Maťovské Vojkovce.

## Istoric
Localitatea Bajany este atestată documentar din 1370.

## Demografie
| An:                | 1994 | 2004   | 2014   | 2024   |
| ------------------ | ---- | ------ | ------ | ------ |
| Număr de persoane: | 507  | 495    | 481    | 438    |
| Diferență:         |      | −2,36% | −2,82% | −8,93% |

| An:                | 2023 | 2024   |
| ------------------ | ---- | ------ |
| Număr de persoane: | 443  | 438    |
| Diferență:         |      | −1,12% |